# Arjan Jagt
Arjan Jagt (ur. 1 września 1966 w Assen) – holenderski kolarz szosowy, brązowy medalista mistrzostw świata w kategorii amatorów.

## Kariera
Największy sukces w karierze Arjan Jagt osiągnął w 1986 roku, kiedy zdobył brązowy medal w wyścigu ze startu wspólnego amatorów podczas mistrzostw świata w Colorado Springs. W zawodach tych wyprzedzili go jedynie Uwe Ampler z NRD oraz inny reprezentant Holandii - John Talen. Ponadto w 1987 roku wygrał holenderski Ronde van Limburg, a w 1988 roku szwajcarski Grosser Preis des Kantons Aargau. W 1987 roku zdobył także wicemistrzostwo Holandii w wyścigu ze startu wspólnego amatorów. Nigdy nie wziął udziału w igrzyskach olimpijskich.